# Pierre Pibarot
Pierre Pibarot (Alès, 23 de julho de 1916 – Montpellier, 26 de novembro de 1981) foi um futebolista é treinador de futebol da França, que atuou como defensor.

## Carreira
Pierre Pibarot comandou o elenco da França, na Copa do Mundo de 1954. 